# Trofeo Alfredo Binda-Comune di Cittiglio 2018
La 43.ª edición del Trofeo Alfredo Binda-Comune di Cittiglio se celebró el 18 de marzo de 2018 sobre un recorrido de 131,3 km con inicio en Taino y final en la ciudad de Cittiglio en Italia.
La carrera hizo parte del UCI WorldTour Femenino 2018 como competencia de categoría 1.WWT del calendario ciclístico de máximo nivel mundial siendo la tercera carrera de dicho circuito y fue ganada por la ciclista polaca Katarzyna Niewiadoma del equipo Canyon Sram Racing. El podio lo completaron las neerlandesas Chantal Blaak del equipo Boels Dolmans y Marianne Vos del equipo WaowDeals.

## Equipos
Tomaron parte en la carrera un total de 24 equipos invitados por la organización, todos ellos de categoría UCI Team Femenino, quienes conformaron un pelotón de 136 ciclistas y de estos terminaron 78.
| Equipos femeninos (24)- Alé Cipollini - Aromitalia Vaiano - Astana Women's - Bepink - Boels Dolmans - BTC City Ljubljana - Canyon-SRAM Racing - Cervélo Bigla - Cylance - Doltcini-Van Eyck Sport - Still Bike Team A.S. Dilettantistica - FDJ-Nouvelle Aquitaine-Futuroscope - Hitec Products-Birk Sport - Lotto Soudal Ladies - Mitchelton-Scott - Movistar Team - SC Michela Fanini - Sunweb - Tibco-Silicon Valley Bank - Top Girls Fassa Bortolo - Trek-Drops - Valcar PBM - WaowDeals - Wiggle High5 |
| |

## Clasificaciones finales
Las clasificaciones finalizaron de la siguiente forma:

### Clasificación general
| \| Clasificación general \| Clasificación general \| Clasificación general \| Clasificación general \| Clasificación general \| \| Ciclista \| Ciclista \| Equipo \| Tiempo \| \| \| --------------------- \| ---------------------- \| --------------------- \| --------------------- \| --------------------- \| \| 1.ª \| Katarzyna Niewiadoma \| Canyon-SRAM Racing \| 3 h 32 min 53 s \| \| \| 2.ª \| Chantal Blaak \| Boels Dolmans \| + 23 s \| \| \| 3.ª \| Marianne Vos \| WaowDeals \| + 23 s \| \| \| 4.ª \| Amanda Spratt \| Mitchelton-Scott \| + 23 s \| \| \| 5.ª \| Alena Amialiusik \| Canyon-SRAM Racing \| + 23 s \| \| \| 6.ª \| Pauline Ferrand-Prévot \| Canyon-SRAM Racing \| + 23 s \| \| \| 7.ª \| Cecilie Uttrup Ludwig \| Cervélo Bigla \| + 23 s \| \| \| 8.ª \| Karol-Ann Canuel \| Boels Dolmans \| + 23 s \| \| \| 9.ª \| Lucy Kennedy \| Mitchelton-Scott \| + 23 s \| \| \| 10.ª \| Elisa Longo Borghini \| Wiggle High5 \| + 23 s \| \| |                        |                    |                 |
| |                        |                    |                 |
| Fuente: ProCyclingStats |                        |                    |                 |
| Clasificación general |                        |                    |                 |
| Ciclista | Ciclista               | Equipo             | Tiempo          |
| 1.ª | Katarzyna Niewiadoma   | Canyon-SRAM Racing | 3 h 32 min 53 s |
| 2.ª | Chantal Blaak          | Boels Dolmans      | + 23 s          |
| 3.ª | Marianne Vos           | WaowDeals          | + 23 s          |
| 4.ª | Amanda Spratt          | Mitchelton-Scott   | + 23 s          |
| 5.ª | Alena Amialiusik       | Canyon-SRAM Racing | + 23 s          |
| 6.ª | Pauline Ferrand-Prévot | Canyon-SRAM Racing | + 23 s          |
| 7.ª | Cecilie Uttrup Ludwig  | Cervélo Bigla      | + 23 s          |
| 8.ª | Karol-Ann Canuel       | Boels Dolmans      | + 23 s          |
| 9.ª | Lucy Kennedy           | Mitchelton-Scott   | + 23 s          |
| 10.ª | Elisa Longo Borghini   | Wiggle High5       | + 23 s          |

## UCI WorldTour Femenino
El  Trofeo Alfredo Binda-Comune di Cittiglio otorga puntos para el UCI WorldTour Femenino 2018 y el UCI World Ranking Femenino, incluyendo a todas las corredoras de los equipos en las categorías UCI Team Femenino. Las siguientes tablas muestran el baremo de puntuación y las 10 corredoras que obtuvieron más puntos:
| Posición   | 1.ª | 2.ª | 3.ª | 4.ª | 5.ª | 6.ª | 7.ª | 8.ª | 9.ª | 10.ª | 11.ª | 12.ª | 13.ª | 14.ª | 15.ª | 16.ª-30.ª | 31.ª-40.ª |
| Puntuación | 200 | 150 | 125 | 100 | 85  | 70  | 60  | 50  | 40  | 35   | 30   | 25   | 20   | 15   | 10   | 5         | 3         |

| Clasificación |                        |                    |        |
| Posición      | Ciclista               | Equipo             | Puntos |
| ------------- | ---------------------- | ------------------ | ------ |
| 1.ª           | Katarzyna Niewiadoma   | Canyon SRAM Racing | 200    |
| 2.ª           | Chantal Blaak          | Boels-Dolmans      | 150    |
| 3.ª           | Marianne Vos           | WaowDeals          | 125    |
| 4.ª           | Amanda Spratt          | Mitchelton-Scott   | 100    |
| 5.ª           | Alena Amialiusik       | Canyon SRAM Racing | 85     |
| 6.ª           | Pauline Ferrand-Prévot | Canyon SRAM Racing | 70     |
| 7.ª           | Cecilie Uttrup Ludwig  | Cervélo-Bigla      | 60     |
| 8.ª           | Karol-Ann Canuel       | Boels-Dolmans      | 50     |
| 9.ª           | Lucy Kennedy           | Mitchelton-Scott   | 40     |
| 10.ª          | Elisa Longo Borghini   | Wiggle High5       | 35     |